# マラケイ
座標: 北緯2度00分 東経173度16分 / 北緯2.000度 東経173.267度

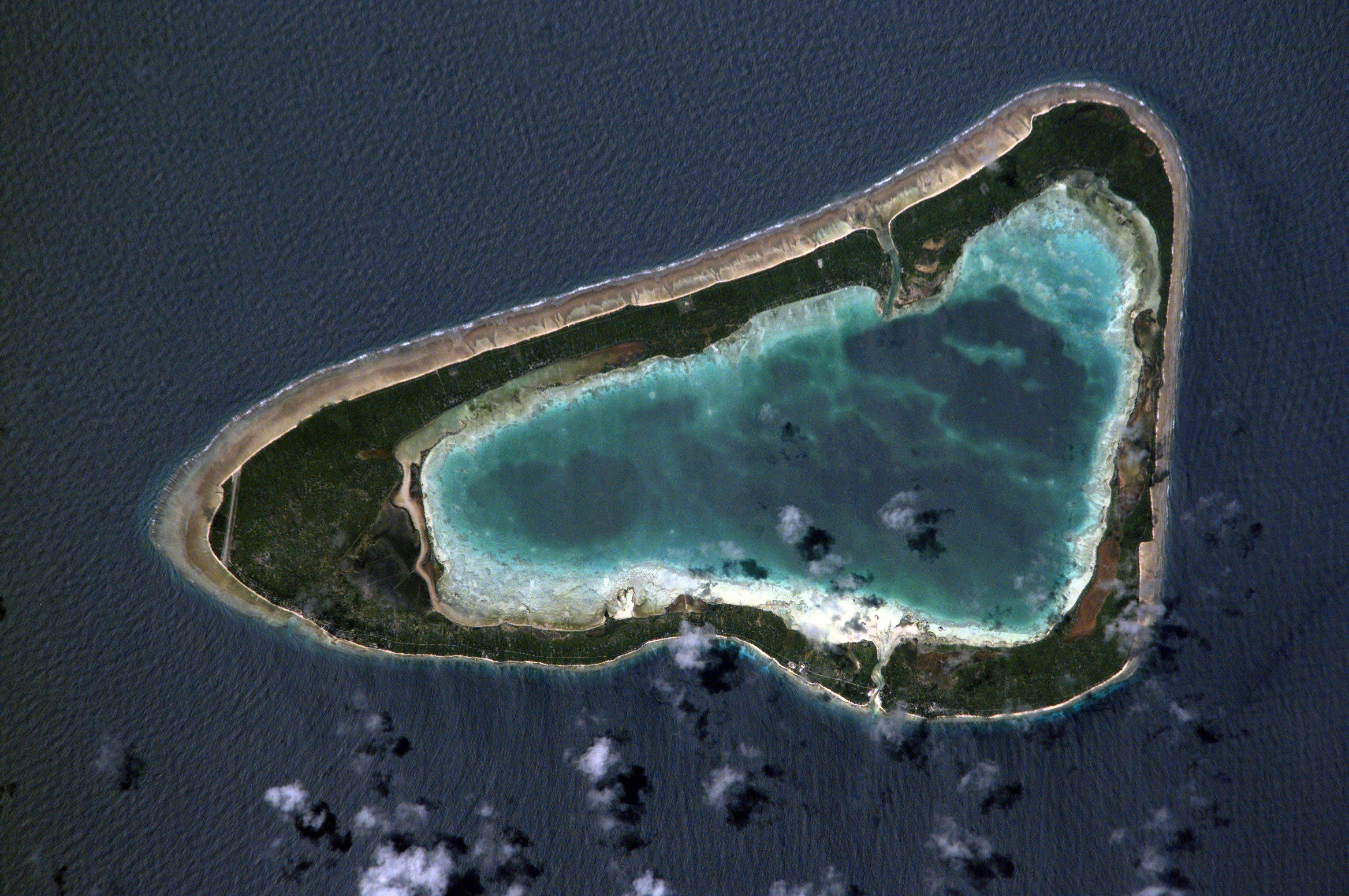
Marakei Atoll

マラケイはギルバート諸島北部に位置する、小さな環礁である。環礁中央のラグーンは、非常に深い海盆と、2つの大きな島から構成されており、2つの島は2本の狭い水路により分割されている。なお環礁の面積は13.5km2である。
この2本の水路は”バレトア”と”レウェタ”と呼ばれており、干潮時には通ることが出来なくなる。

## 交通

### 航空機
マラケイには、島の北端にある”ラワナウィ村”そばの”マラケイ空港”があり、ここにキリバス航空がアベイアンと北タラワのボンリキ国際空港から週3便を飛ばしている。

## その他
マラケイ環礁では2009年7月22日に皆既日食が観測され、インターネットで中継が行われた。